# Jane Street Capital
Jane Street Capital è un'azienda di proprietary trading con più di duemila dipendenti in cinque sedi a New York, Londra, Hong Kong, Amsterdam e Singapore. L'azienda negozia una vasta gamma di prodotti finanziari in oltre 45 paesi diversi. Jane Street è uno dei più grandi market maker, nel 2020 ha negoziato valori mobiliari  per un valore superiore a 17 trilioni di dollari. Si ritiene che abbia contribuito a mantenere liquidi gli Exchange-traded fund obbligazionari durante il crash dei mercati nel 2020.

## Storia
Jane Street è stata fondata da Tym Reynolds, Rob Granier, Michael Jenkins e Marc Gerstein nell'agosto 1999. Reynolds, Granieri e Jenkins prima di fondare Jane Street erano stati trader presso Susquehanna International Group, un altro market maker, mentre Gerstein era stato sviluppatore in IBM.
Nel 2018 Jane Street ha negoziato mediamente azioni per un valore di 13 miliardi di dollari ogni giorno e ha gestito il 7% del volume degli ETF in tutto il mondo. Nel 2020 ha negoziato azioni per un valore di 4 trilioni di dollari, 1,4 trilioni in obbligazioni e 3,9 trilioni in ETF. Durante la pandemia di COVID-19 il fatturato è aumentato del 54% per un valore di 10,6 miliardi di dollari.
Quasi tutto il software usato da Jane Street per condurre le operazioni sono scritte nel linguaggio di programmazione OCaml.
Sam Bankman-Fried e Caroline Ellison di FTX, sono stati dipendenti di Jane Street.